# بوريتو
| link = | هذه المقالة يمكن توسيعها اعتمادا على الترجمة في ويكيبيديا الإنجليزية. اضغط [هنا] للتعليمات. - تُعدُّ الترجمةُ الآليةُ من كوكل بمثابةِ نقطةِ انطلاقٍ مُفيدةٍ للترجمات، ولكن يَجبُ على المُترجمينَ مُراجعةُ الأخطاءِ الّتي قد تُصاحبُ الترجمةَ حسبَ الضرورة، والتأكيد على دقةِ الترجمة، بدلاً من مجردِ نسخِ النصِّ المُترجمِ آلياً إلى ويكيبيديا. - لا تُترجمِ النصَّ الذي يبدو غيرَ موثوقٍ أو مُنخفضَ الجودة. تَحقِّقْ من النص بالتأكدِ من المَراجعِ الواردةِ في المقالةِ باللغةِ الأجنبية «إذا كان ذلك مُمكناً». - يجب إضافة قالب {{صفحة مترجمة}} بعد الترجمة إلى صفحة نقاش المقالة لضمان الامتثال لحقوق النشر. - لمزيد من الإرشاد، انظر ويكيبيديا:ترجمة مقالات إلى العربية. |

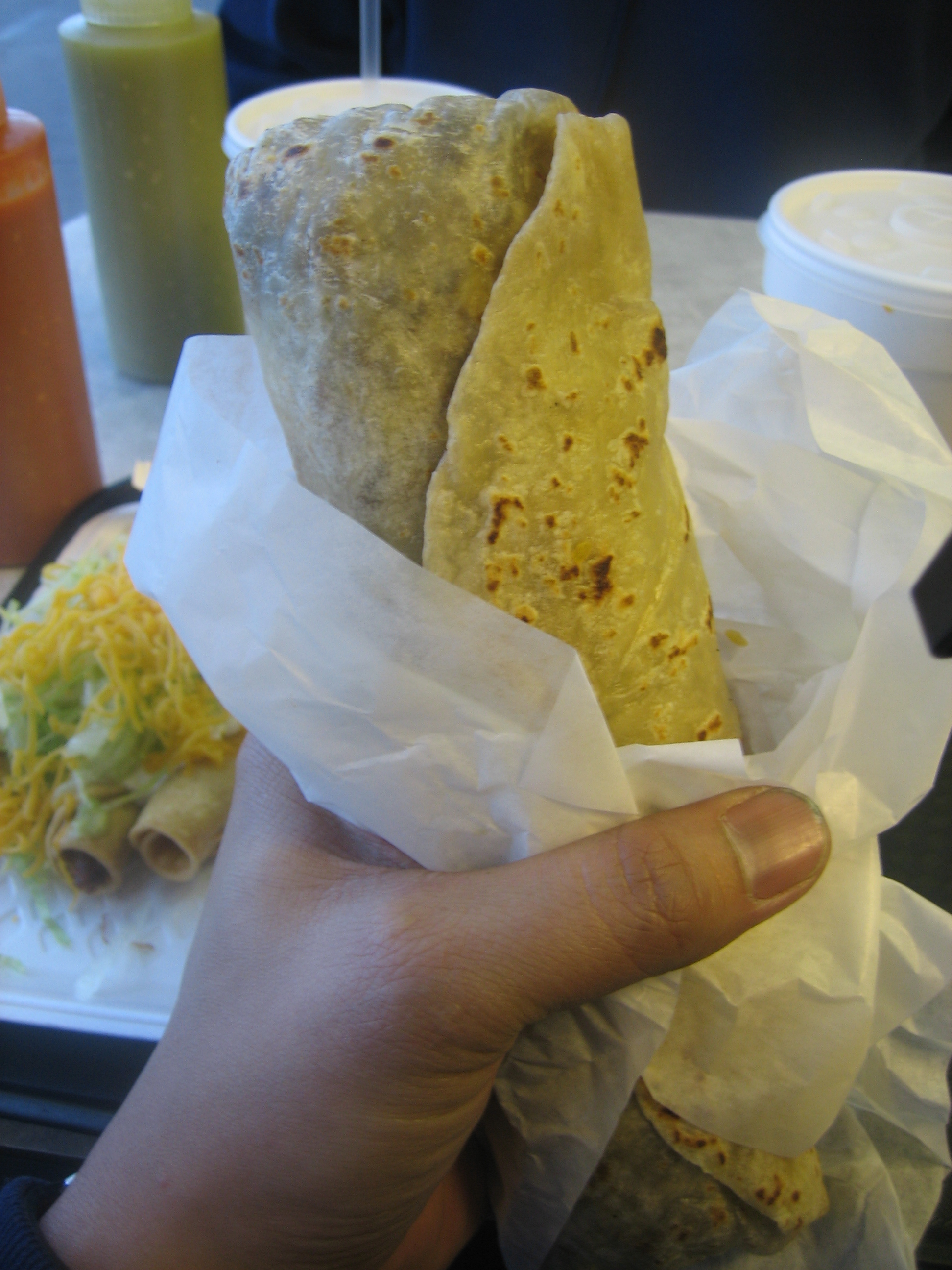
بوريتو كامل.

البوريتو (باللغة الإسبانية والإنجليزية: Burrito)، هو نوع من المأكولات المكسيكية، والذي يتكون بشكل رئيسي من تُرتية ملفوفة بشكل أسطواني لتحتوي ما بداخلها، والتي هي على خلاف التاكو الذي يبقى عادة مفتوحاً. تكون الحشوة عادة من اللحم أو الأرز أو الفاصولياء مع الصلصة أو الأفوكادو والجبن وتتنوع الأحجام وأنواع الحشوة بحسب المنطقة.

## التسمية
كلمة «بوريتو» تعني باللغة الإسبانية «الحمار الصغير»، ويعتقد أن ذلك الاسم جاء بسبب شكل لفة التُّرتية أو بسبب الحمولة التي تحتويها والذي يشابه حمولة الحمار.

## معرض الصور

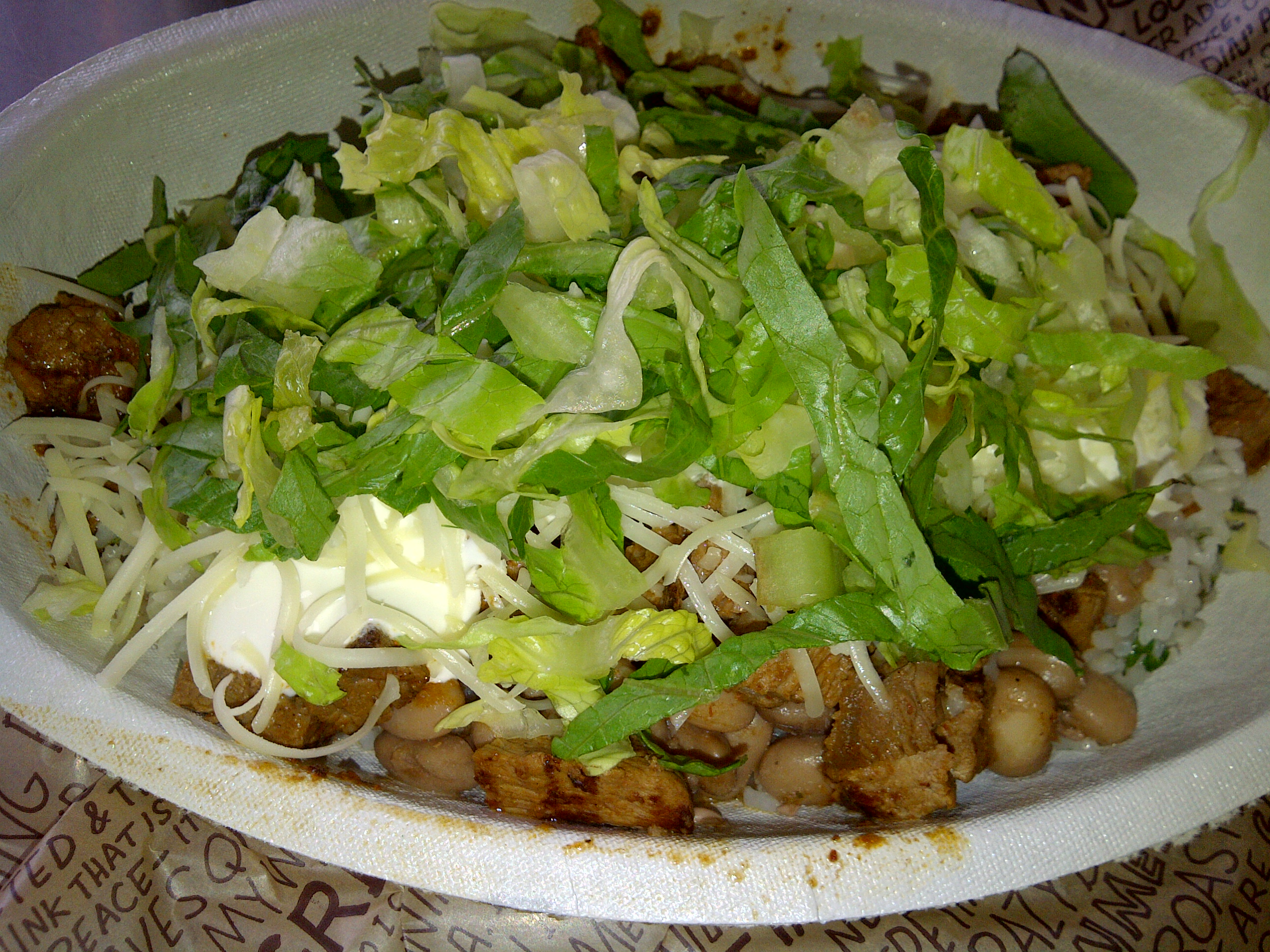
طبق بوريتو (burrito bowl) بلحم البقر.
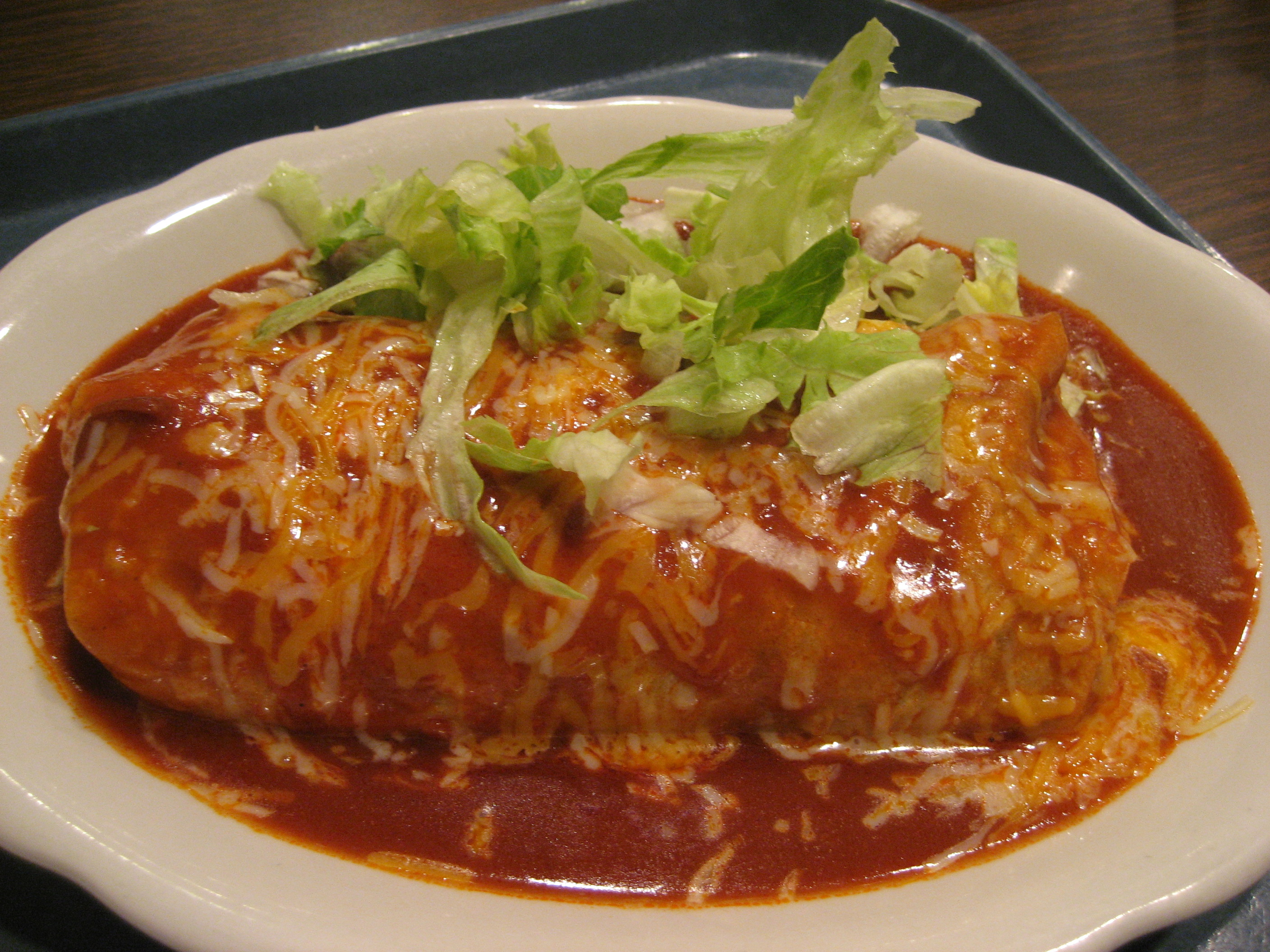
بوريتو رطب
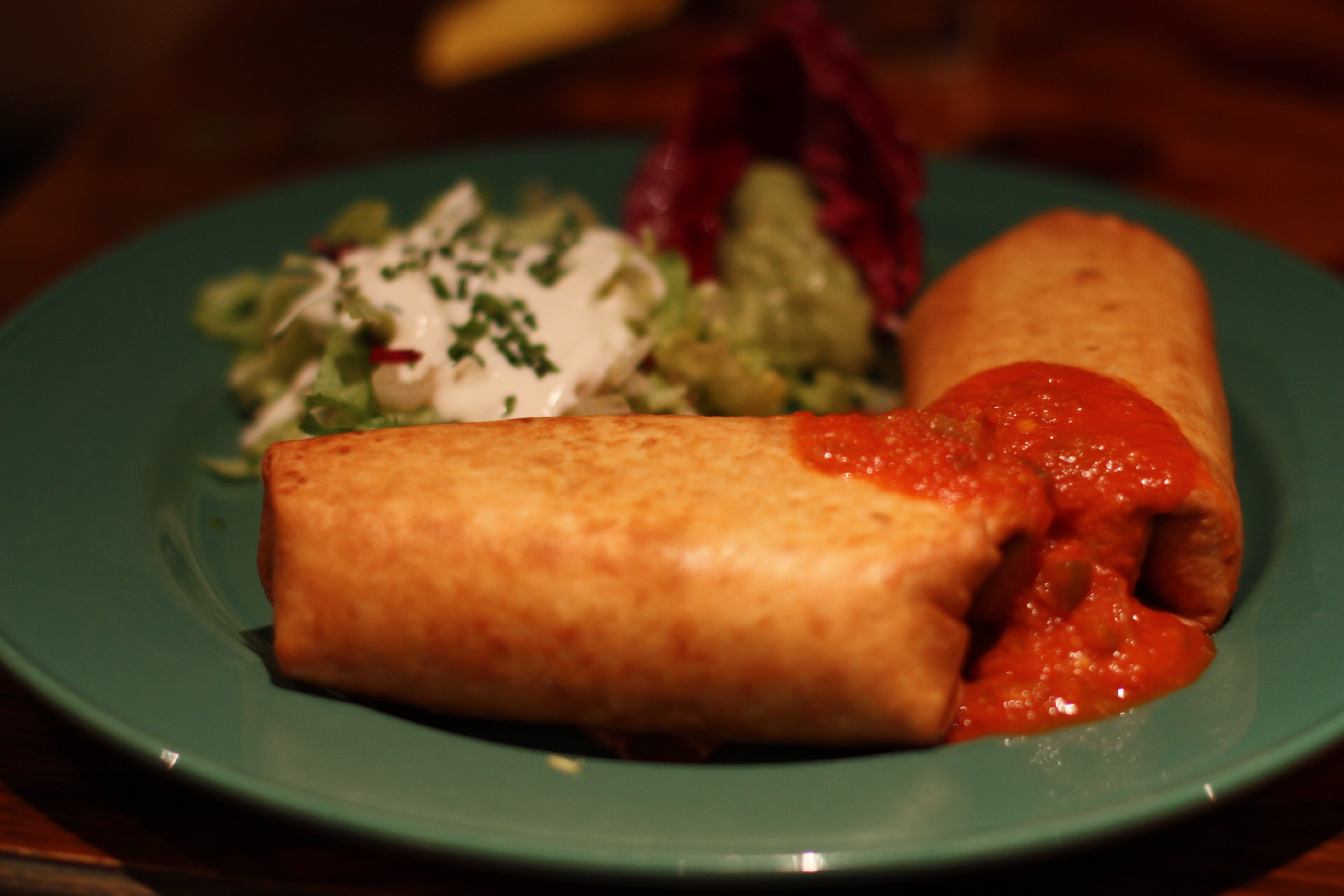
تشيميتشانجا [الإنجليزية] (Chimichanga).
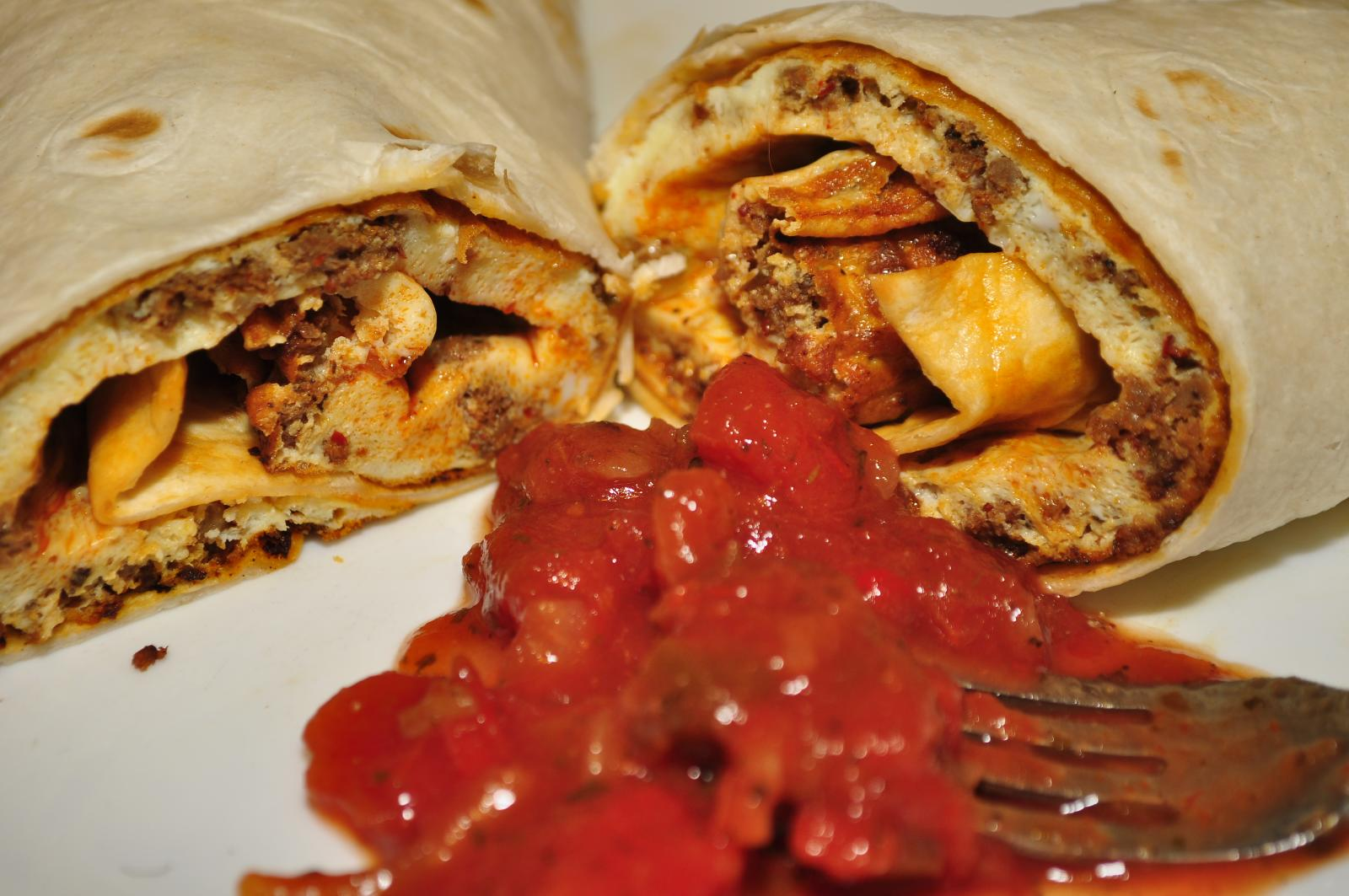
بوريتو إفطار بالنقانق والبيض.